# Isohypsibius vejdovskyi
Isohypsibius vejdovskyi är en djurart som tillhör fylumet trögkrypare, och som först beskrevs av Bartos 1939.  Isohypsibius vejdovskyi ingår i släktet Isohypsibius och familjen Hypsibiidae. Inga underarter finns listade i Catalogue of Life.